# Punta di Vallelunga
Punta di Vallelunga är en bergstopp i Österrike, på gränsen till Italien.   Den ligger i distriktet Imst och förbundslandet Tyrolen, i den västra delen av landet, 500 km väster om huvudstaden Wien. Toppen på Punta di Vallelunga är 3 526 meter över havet, eller 182 meter över den omgivande terrängen. Bredden vid basen är 1,3 km.
Terrängen runt Punta di Vallelunga är bergig åt sydväst, men åt nordost är den kuperad. Runt Punta di Vallelunga är det glesbefolkat, med 17 invånare per kvadratkilometer.. Närmaste större samhälle är Nauders, 19,5 km nordväst om Punta di Vallelunga. 
Trakten runt Punta di Vallelunga består i huvudsak av gräsmarker.